# Linus Yale Sr.
Pour les articles homonymes, voir Linus Yale.
Linus Yale, dit par la suite Linus Yale, Sr., (27 avril 1797 — 8 août 1858) est un inventeur américain.
On lui doit notamment une amélioration du principe de la serrure à goupilles, ayant conduit à la première serrure cylindrique équipée d’une clef plate crantée (brevetée par son fils, Linus Yale Jr.), similaire à celles que l’on utilise aujourd’hui.